# Carl Gustav Witt
Carl Gustav Witt   (Berlín, 29 d'octubre de 1866 - Falkensee, 3 de gener de 1946) va ser un astrònom alemany de l'Observatori de l'Associació astronòmica Urania de Berlín (Urania Sternwarte Berlin).
Va escriure la seva tesi doctoral sota la direcció de Julius Bauschinger.
Va descobrir dos asteroides, el més notable Eros, primer asteroide conegut amb una inusual òrbita que ocasionalment l'aproximava a la Terra (avui classificat com a asteroide Amor) i primer asteroide a rebre un nom másculí. L'altre va ser, Berolina, que rep el nom del nom llatí de la seva ciutat adoptiva.
Diverses dècades després de la seva mort, l'asteroide (2732) Witt va rebre aquest nom en el seu honor.

## Asteroides descoberts
| (422) Berolina | 8 d'octubre de 1896 |
| (433) Eros     | 13 d'agost de 1898  |